# Wysoka (powiat Strzelecki)
Wysoka (Duits: Wyssoka) is een dorp in het Poolse woiwodschap Opole, in het district Strzelecki. De plaats maakt deel uit van de gemeente Leśnica.